# Saison 1993-1994 du Montpellier Hérault Sport Club
Maillots
Chronologie
Saison précédente Saison suivante
La saison 1993-1994 du Montpellier HSC a vu le club évoluer en Division 1 pour la septième saison consécutive. 
Les pailladins connaissent un début de saison timide, mais le réveil d'une nouvelle génération de joueur, permet au club de finir aux portes de l'europe en terminant à la 7e place. 
Les montpelliérains rééditent un parcours exceptionnel en Coupe de France seulement quatre ans après leur dernier titre. Après avoir éliminé deux clubs de Division 1, le club échoue en finale face à une solide équipe de l'AJ Auxerre.

## Déroulement de la saison

### Inter-saison
C'est avec une certaine stabilité que le club démarre cette nouvelle saison. Seuls Jacek Ziober, après quelques matches, Olivier Pickeu, Kader Ferhaoui et Wilbert Suvrijn quittent le club lors de cette inter-saison. 
Pour la première fois depuis longtemps, on ne note aucune arrivée majeure dans l'effectif le club faisant confiance aux jeunes avec la promotion en équipe première de deux nouveaux joueurs et l'arrivée de Stéphane Blondeau étoile montante du Racing 92.

### Championnat
Si le championnat commence difficilement, la progression permanente des jeunes comme Fabien Lefèvre, qui jouera tous les matches, Bruno Carotti, Jérôme Bonnissel, Serge Blanc, Franck Rizzetto, Bruno Alicarte ou encore Christophe Sanchez, meilleur buteur du club lors de cette saison (11 buts), associée à la bonne année d'Aljosa Asanovic (8 buts) et les très bon débuts de Jean-Christophe Rouvière vont permettre à l'équipe de finir encore une fois aux portes des compétitions européennes.

### Coupes nationales
En Coupe de France, malgré des débuts difficiles et un qualification aux tirs au but contre l'US Saint-Malo, les pailladins se ressaisissent et vont chercher une autre victoire aux tirs au but contre l'Olympique de Marseille, cette victoire restant à ce jour la seule de l'ère Nicollin au Stade Vélodrome.Les montpelliérains vont enchainer avec un bel un exploit au Stade Bollaert, où il sortiront sous les hourras public lensois après une victoire 2-0. 
Le Montpellier HSC se retrouve une nouvelle fois en finale, quatre ans seulement après l'avoir emportée et doit alors affronter l'AJ Auxerre de Guy Roux avec pas moins de sept joueurs formés au club. Après un but encaissé d'entrée de jeu les montpelliérains n'ont pas eu la moindre chance face à une équipe auxerroise emmenée par leur capitaine Franck Silvestre qui ira chercher le trophée à la fin du match.

## Joueurs et staff

### Transferts
| Été 1993                 |             |                                |                        |                  |
| Nom                      | Nationalité | Transfert                      | Provenance/Destination | Division         |
| Arrivées                 |             |                                |                        |                  |
| Jérôme Sykora            | France      | Premier contrat pro            |                        |                  |
| Jean-Christophe Rouvière | France      | Premier contrat pro            |                        |                  |
| Retours de prêt          |             |                                |                        |                  |
| Stéphane Blondeau        | France      | Expiration de la durée de prêt | FC Martigues           | Division 1       |
| Clément Garcia           | France      | Expiration de la durée de prêt | SM Caen                | Division 1       |
| Laurent Castro           | France      | Expiration de la durée de prêt | FC Martigues           | Division 1       |
| Départs                  |             |                                |                        |                  |
| Clément Garcia           | France      | Transfert                      | Lille OSC              | Division 1       |
| Jacek Ziober             | Pologne     | Transfert                      | Osasuna Pampelune      | Primera División |
| Kader Ferhaoui           | Algérie     | Transfert                      | AS Cannes              | Division 1       |
| Olivier Pickeu           | France      | Transfert                      | Toulouse FC            | Division 1       |
| Wilbert Suvrijn          | Pays-Bas    | Fin contrat (Retraite)         |                        |                  |
| Prêts                    |             |                                |                        |                  |
| Jérôme Palatsi           | France      | Prêt                           | FC Rouen               | Division 2       |
| Laurent Castro           | France      | Prêt                           | SC Bastia              | Division 2       |

## Rencontres de la saison

### Division 1
| Tour       | Adversaire             | Lieu | Résultat | Buteurs du MHSC                                       |
| Journée 1  | Olympique lyonnais     | Dom. | 1-1      | Jacek Ziober                                          |
| Journée 2  | AJ Auxerre             | Ext. | 1-3      | Jacek Ziober                                          |
| Journée 3  | FC Martigues           | Dom. | 1-0      | Aljosa Asanovic                                       |
| Journée 4  | RC Lens                | Ext. | 1-2      | Fabrice Divert                                        |
| Journée 5  | AS Monaco              | Dom. | 0-3      | -                                                     |
| Journée 6  | FC Nantes              | Ext. | 0-0      | -                                                     |
| Journée 7  | Le Havre AC            | Dom. | 2-1      | Aljosa Asanovic · Laurent Djaffo                      |
| Journée 8  | Paris Saint-Germain    | Ext. | 0-1      | -                                                     |
| Journée 9  | AS Cannes              | Dom. | 2-1      | Michel Der Zakarian · Christophe Sanchez              |
| Journée 10 | Toulouse FC            | Ext. | 0-0      | -                                                     |
| Journée 11 | AS Saint-Etienne       | Dom. | 3-0      | Aljosa Asanovic · Jean-Manuel Thétis                  |
| Journée 12 | Girondins de Bordeaux  | Ext. | 1-1      | Philippe Perilleux                                    |
| Journée 13 | Olympique de Marseille | Dom. | 0-2      | -                                                     |
| Journée 14 | Lille OSC              | Ext. | 0-0      | -                                                     |
| Journée 15 | RC Strasbourg          | Dom. | 4-0      | Fabrice Divert · Bruno Carotti · Michel Der Zakarian  |
| Journée 16 | FC Metz                | Dom. | 3-2      | Aljosa Asanovic · Christophe Sanchez · Fabrice Divert |
| Journée 17 | SM Caen                | Ext. | 0-0      | -                                                     |
| Journée 18 | Angers SCO             | Dom. | 2-1      | Fabrice Divert · Fabien Lefèvre                       |
| Journée 19 | FC Sochaux-Montbéliard | Ext. | 1-2      | Fabrice Divert                                        |
| Journée 20 | AJ Auxerre             | Dom. | 1-0      | Jérôme Bonnissel                                      |
| Journée 21 | FC Martigues           | Ext. | 1-1      | Aljosa Asanovic                                       |
| Journée 22 | RC Lens                | Dom. | 0-0      | -                                                     |
| Journée 23 | AS Monaco              | Ext. | 2-1      | Aljosa Asanovic · Fabien Lefèvre                      |
| Journée 24 | FC Nantes              | Dom. | 1-0      | Fabien Lefèvre                                        |
| Journée 25 | Le Havre AC            | Ext. | 0-0      | -                                                     |
| Journée 26 | Paris Saint-Germain    | Dom. | 0-0      | -                                                     |
| Journée 27 | AS Cannes              | Ext. | 0-2      | -                                                     |
| Journée 28 | Toulouse FC            | Dom. | 3-1      | Michel Der Zakarian · Fabrice Divert · Serge Blanc    |
| Journée 29 | AS Saint-Etienne       | Ext. | 0-2      | -                                                     |
| Journée 30 | Girondins de Bordeaux  | Dom. | 1-0      | Franck Rizzetto                                       |
| Journée 31 | Olympique de Marseille | Ext. | 1-1      | Christophe Sanchez                                    |
| Journée 32 | Lille OSC              | Dom. | 1-3      | Aljosa Asanovic                                       |
| Journée 33 | RC Strasbourg          | Ext. | 1-0      | Christophe Sanchez                                    |
| Journée 34 | FC Metz                | Ext. | 1-1      | Christophe Sanchez                                    |
| Journée 35 | SM Caen                | Dom. | 0-0      | -                                                     |
| Journée 36 | Angers SCO             | Ext. | 3-2      | Christophe Sanchez · Bruno Carotti · Franck Rizzetto  |
| Journée 37 | FC Sochaux-Montbéliard | Dom. | 1-0      | Serge Blanc                                           |
| Journée 38 | Olympique lyonnais     | Ext. | 2-3      | Aljosa Asanovic                                       |

### Coupe de France
| Tour            | Adversaire                          | Lieu  | Résultat                     | Buteurs du MHSC                                             |
| 1/32e de finale | US Saint-Malo (National 2)          | Ext.  | 0-0 (a.p.) Tirs au but : 4-2 | -                                                           |
| 1/16e de finale | AS Beauvais (Division 2)            | Dom.  | 3-0                          | Philippe Perilleux · Bruno Carotti · (c.s.c.) André Penalva |
| 1/8e de finale  | Stade lavallois (Division 2)        | Ext.  | 2-1                          | Christophe Sanchez                                          |
| 1/4 de finale   | Olympique de Marseille (Division 1) | Ext.  | 0-0 (a.p.) Tirs au but : 4-3 | -                                                           |
| 1/2 finale      | RC Lens (Division 1)                | Ext.  | 2-0                          | Bruno Carotti · Christophe Sanchez                          |
| Finale          | AJ Auxerre (Division 1)             | Paris | 0-3                          | -                                                           |

## Statistiques

### Statistiques collectives
| Compétition     | Débute au tour  | Place ou tour final | Matches joués | Gagnés | Nuls | Perdus | Buts pour | Buts contre | Différence |
| Division 1      | -               | 7e                  | 38            | 15     | 13   | 10     | 41        | 37          | +4         |
| Coupe de France | 1/32e de finale | Finale              | 6             | 3      | 2    | 1      | 7         | 4           | +3         |
| Total           | -               | -                   | 44            | 18     | 15   | 11     | 48        | 41          | +7         |

### Statistiques individuelles
| Nat. | Nom          | Division 1 | Division 1  | Division 1 | Division 1   | Coupe de France | Coupe de France | Coupe de France | Coupe de France | Total | Total       | Total  | Total        |
| Nat. | Nom          | M.j.       | But inscrit | Averti     | Carton rouge | M.j.            | But inscrit     | Averti          | Carton rouge    | M.j.  | But inscrit | Averti | Carton rouge |
|      | Barrabé      | 37         | 0           | 2          | 1            | 6               | 0               | 1               | 0               | 43    | 0           | 3      | 1            |
|      | Sykora       | 2          | 0           | 0          | 0            | 0               | 0               | 0               | 0               | 2     | 0           | 0      | 0            |
|      | Reuzeau      | 31         | 0           | 1          | 0            | 4               | 0               | 0               | 0               | 35    | 0           | 1      | 0            |
|      | Alicarte     | 15         | 0           | 2          | 0            | 4               | 0               | 0               | 0               | 19    | 0           | 2      | 0            |
|      | Carotti      | 35         | 2           | 7          | 0            | 6               | 2               | 0               | 0               | 41    | 4           | 7      | 0            |
|      | Thétis       | 18         | 1           | 5          | 1            | 3               | 0               | 0               | 0               | 21    | 1           | 5      | 1            |
|      | Bonnissel    | 32         | 1           | 1          | 0            | 5               | 0               | 0               | 0               | 37    | 1           | 1      | 0            |
|      | Der Zakarian | 31         | 3           | 10         | 0            | 5               | 0               | 0               | 0               | 36    | 3           | 10     | 0            |
|      | Blanc        | 30         | 2           | 8          | 0            | 5               | 0               | 0               | 0               | 35    | 2           | 8      | 0            |
|      | Blondeau     | 5          | 0           | 0          | 0            | 0               | 0               | 0               | 0               | 5     | 0           | 0      | 0            |
|      | Asanovic     | 30         | 8           | 8          | 0            | 4               | 0               | 0               | 0               | 34    | 8           | 8      | 0            |
|      | Lefèvre      | 38         | 3           | 2          | 0            | 6               | 0               | 0               | 0               | 44    | 3           | 2      | 0            |
|      | Rizzetto     | 25         | 2           | 0          | 0            | 6               | 0               | 0               | 0               | 31    | 2           | 0      | 0            |
|      | Rouvière     | 6          | 0           | 0          | 0            | 1               | 0               | 0               | 0               | 7     | 0           | 0      | 0            |
|      | Fréchet      | 6          | 0           | 0          | 0            | 0               | 0               | 0               | 0               | 6     | 0           | 0      | 0            |
|      | Delaye       | 2          | 0           | 1          | 0            | 1               | 0               | 0               | 0               | 3     | 0           | 1      | 0            |
|      | Perilleux    | 35         | 1           | 8          | 0            | 5               | 1               | 0               | 0               | 40    | 2           | 8      | 0            |
|      | Laurey       | 32         | 0           | 5          | 1            | 6               | 0               | 0               | 0               | 38    | 0           | 5      | 1            |
|      | Sanchez      | 24         | 8           | 0          | 0            | 5               | 3               | 0               | 0               | 29    | 11          | 0      | 0            |
|      | Divert       | 35         | 7           | 0          | 0            | 5               | 0               | 0               | 0               | 40    | 7           | 0      | 0            |
|      | Ziober       | 5          | 2           | 1          | 0            | 0               | 0               | 0               | 0               | 5     | 2           | 1      | 0            |
|      | Djaffo       | 12         | 1           | 0          | 0            | 0               | 0               | 0               | 0               | 12    | 1           | 0      | 0            |

### Autres statistiques
| Meilleurs buteurs \| Joueur \| Total \| \| Christophe Sanchez \| 11 \| \| Aljosa Asanovic \| 8 \| \| Fabrice Divert \| 7 \| \| Bruno Carotti \| 4 \| \| Fabien Lefèvre \| 3 \| \| Michel Der Zakarian \| 3 \| \| Franck Rizzetto \| 2 \| \| Jacek Ziober \| 2 \| \| Philippe Perilleux \| 2 \| \| Serge Blanc \| 2 \| \| Jean-Manuel Thétis \| 1 \| \| Jérôme Bonnissel \| 1 \| \| Laurent Djaffo \| 1 \| | Equipe type de la saison Barrabé Reuzeau Blanc Der Zakarian Bonnissel Laurey Perilleux Asanovic Lefèvre Carotti Divert D'après les temps de jeu à leur poste. |  |
| Joueur | Total |  |
| Christophe Sanchez | 11 |  |
| Aljosa Asanovic | 8 |  |
| Fabrice Divert | 7 |  |
| Bruno Carotti | 4 |  |
| Fabien Lefèvre | 3 |  |
| Michel Der Zakarian | 3 |  |
| Franck Rizzetto | 2 |  |
| Jacek Ziober | 2 |  |
| Philippe Perilleux | 2 |  |
| Serge Blanc | 2 |  |
| Jean-Manuel Thétis | 1 |  |
| Jérôme Bonnissel | 1 |  |
| Laurent Djaffo | 1 |  |

Buts
- Premier but de la saison :   Jacek Ziober contre l'Olympique lyonnais lors de la 1re journée de championnat
- Premier doublé :    Aljosa Asanovic contre l'AS Saint-Etienne lors de la 11e journée de championnat
- Plus grande marge : 4 buts (marge positive) 4-0 contre le RC Strasbourg lors de la 15e journée de championnat
- Plus grand nombre de buts dans une rencontre : 5 buts 3-2 contre l'Angers SCO et le FC Metz lors des 16e et 36e journées de championnat